# Cryptophis
Cryptophis — рід отруйних змій родини аспідових (Elapidae). Представники цього роду мешкають в Австралії та на Новій Гвінеї.

## Види
Рід Cryptophis нараховує 5 видів:
- Cryptophis boschmai (Brongersma & Knaap-van Meeuven, 1964)
- Cryptophis incredibilis (Wells & Wellington, 1985)
- Cryptophis nigrescens (Günther, 1862)
- Cryptophis nigrostriatus (Krefft, 1864)
- Cryptophis pallidiceps (Günther, 1858)

## Етимологія
Наукова назва роду Cryptophis походить від сполучення слів дав.-гр. κρυπτος — прихований і οφις — змія.